# Knippovicha
Knippovicha är en kulle i Antarktis. Den ligger i Östantarktis. Australien gör anspråk på området. Toppen på Knippovicha är 885 meter över havet.
Terrängen runt Knippovicha är platt. Trakten är obefolkad. Det finns inga samhällen i närheten. 